# Dispositiu de seguiment làser

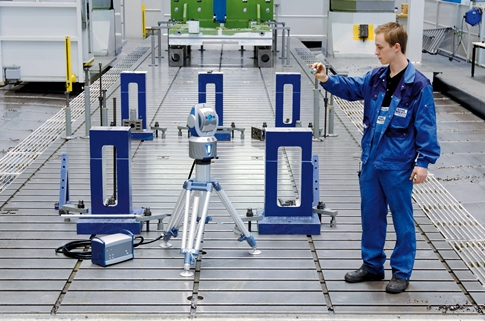
Un dispositiu de seguiment làser muntat sobre un trípode. La persona a la dreta sosté el reflector per prendre les mesures.

Un dispositiu de seguiment làser, de l'anglès laser tracker, és un instrument de mesura portàtil de longituds que permet amidar llargues distàncies en tres dimensions amb una elevada precisió.
Aquests aparells disposen d'una base fixa i un cap giratori que permet apuntar el dispositiu sensor envers un reflector. El sensor és un interferòmetre, que pren les mesures de distància, i també s'usen dos codificadors rotatius d'alta precisió per determinar els angles vertical i horitzontal. El reflector, instal·lat a dins d'una petita esfera que es pot moure amb la mà, té la propietat de reflectir qualsevol raig en la mateixa direcció en què incideix, permetent prendre mesures a l'interferòmetre. El resultat de la mesura estima la posició del reflector en coordenades esfèriques, que normalment es converteixen a coordenades cartesianes.
Com a sistemes de metrologia portàtil, els dispositius de seguiment làser es poden instal·lar i configurar en menys d'una hora al lloc on hi ha l'objecte que s'ha de mesurar. Això permet que s'emprin en moltes aplicacions, com la fabricació o manteniment als sectors de l'automoció, aeroespacial i naval. També se solen utilitzar en la construcció i manteniment de grans infraestructures que requereixen precisions submil·limètriques, com als acceleradors de partícules.